# Tiaa (esposa de Seti II)
Tiaa o Tiya o Tiy fue la tercera esposa del faraón Seti II, después de Takhat y Tausert. Algunos creen que era siria (Ḫurru). Se pensó que era la madre de Rameses-Siptah (Siptah Merenptah), el siguiente faraón de Egipto después de la muerte de su predecesor Seti II. Sin embargo, ahora se sabe que la madre de Siptah fue una mujer cananea llamada Sutailja o Shoteraja de un relieve descubierto en el museo del Louvre.